# Choux (Créteil)
Pour les articles homonymes, voir Chou.
Les Choux de Créteil sont un grand ensemble signé par Gérard Grandval à Créteil, dans le Val-de-Marne, de 1969 à 1974. Les immeubles qui le composent se caractérisent par la forme de choux-fleurs que leur donnent leurs balcons.
Ce programme était considéré à l'époque comme un des symboles de l'architecture française des années 1970. Il a reçu le label « Patrimoine du XXe siècle » en 2008.

## Localisation
Les Choux s'organisent autour du boulevard Pablo-Picasso, une voie circulaire dans le nouveau quartier construit entre le lac de Créteil, au sud, et le palais de justice de Créteil et l'Université Paris-Est-Créteil, au nord.

## Histoire
Lorsque le projet est mis en place en 1966, la zone constructible se situe sur une plaine maraichère (plaine Pompadour) qui fut dès 1860 l'un des principaux centres de production légumier de Paris : la Choucrouterie Benoist, la plus grande usine de choucroute de la région parisienne, s'y installa. Gérard Grandval n'ignorait sans doute pas le passé de cette partie de la ville lorsqu'il proposa son projet judicieux de cité végétale. 
En 1998, la municipalité décide de réhabiliter le quartier. La ville attribue un quart des appartements du grand chou central à des étudiants.
Le grand ensemble reçoit le label « Patrimoine du XXe siècle » du ministère de la Culture le 16 décembre 2008.

## Architecture et urbanisme
Dix tours rondes de 14 étages et un immeuble annulaire de 6 étages constituent l'élément essentiel de ce grand ensemble. Leur forme, semblable à un chou-fleur en raison des balcons, donne son nom, ou plutôt son surnom, à ce quartier. Ces balcons, dans l'idée de l'architecte, étaient destinés à être végétalisés, ce qui aurait modifié l'aspect extérieur des immeubles support de jardins, au gré des saisons ; mais ces jardinières ont été refusées par le promoteur.

## Culture populaire
Emblème de l'architecture des années 1970 mais surtout de la ville-préfecture de Créteil,,, Les Choux sont devenus un élément de culture populaire à part entière. On les retrouve notamment au cinéma, où ils servent de décor principal aux films La Ville bidon (1976) de Jacques Baratier et Tellement proches (2009) d'Olivier Nakache et Éric Toledano. Plus récemment, ils sont apparus dans Le Brio (2017) et Loin du périph (2022) ainsi qu'à la télévision dans quelques épisodes de la série Trepalium (2016) de Vincent Lannoo,. On peut les apercevoir dans une vidéo de Mister V, Les 11 rappeurs à ne pas suivre, dans le clip d'Invento (2023).  

Les « choux », avec le palais de justice en arrière-plan